# Scelio striatus
Scelio striatus är en stekelart som beskrevs av Hermann Priesner 1951. Scelio striatus ingår i släktet Scelio och familjen Scelionidae. Inga underarter finns listade i Catalogue of Life.